# A Pair of Bears
A Pair of Bears è un cortometraggio del 1913 diretto da Allen Curtis. Prodotto e distribuito dall'Universal Film Manufacturing Company, il film uscì in sala il 6 dicembre 1913.